# Mircea Lucian Salomir
Mircea Lucian Salomir (Kolozsvár, 1945. május 1. – 2010. február 24.) román nemzetközi labdarúgó-játékvezető.

## Pályafutása

### Nemzeti játékvezetés
A küldési gyakorlat szerint rendszeres partbírói tevékenységet is végzett. Az I. Liga játékvezetőjeként 1992-ben vonult vissza. Első ligás mérkőzéseinek száma: 221. Ez a szám 1982-től 2009-ig román csúcs volt, amit Ion Crăciunescu játékvezetőnek sikerült megdöntenie. Az első osztályban vezetett 221 mérkőzésével a 7. helyen áll a romániai labdarúgó-játékvezetők között.

### Nemzetközi játékvezetés
A Román labdarúgó-szövetség Játékvezető Bizottsága (JB) terjesztette fel nemzetközi játékvezetőnek, a Nemzetközi Labdarúgó-szövetség (FIFA) 1983-tól tartotta nyilván bírói keretében. A FIFA JB központi nyelvei közül a angolt beszéli. 
Több nemzetek közötti válogatott és klubmérkőzést vezetett, vagy működő társának partbíróként segített. A román nemzetközi játékvezetők rangsorában, a világbajnokság-Európa-bajnokság sorrendjében többedmagával a 6. helyet foglalja el 4 találkozó szolgálatával. Az aktív nemzetközi játékvezetéstől 1992-ben búcsúzott.

#### Labdarúgó-világbajnokság
A világbajnoki döntőhöz vezető úton Mexikóba a XIII., az 1986-os labdarúgó-világbajnokságra valamint Olaszországba a XIV., az 1990-es labdarúgó-világbajnokságra a FIFA JB bíróként alkalmazta.

##### 1986-os labdarúgó-világbajnokság

###### Selejtező mérkőzés
| Időpont             | Helyszín                    | Mérkőzés típusa           | Mérkőzés              | Eredmény | Nézők száma |
| ------------------- | --------------------------- | ------------------------- | --------------------- | -------- | ----------- |
| 1985. szeptember 3. | Ramat Gan Stadion, Tel-Aviv | Óceánia (OFC) zónadöntő   | Izrael–Tajvan         | 6 : 0    | 30 000      |
| 1988. október 19.   | Śląski Stadion, Chorzów     | előselejtező (2. csoport) | Lengyelország–Albánia | 1 : 0    | 35 000      |

#### Labdarúgó-Európa-bajnokság
Az európai-labdarúgó torna döntőjéhez vezető úton Franciaországba a VII., az 1984-es labdarúgó-Európa-bajnokságra és Svédországba a IX., az 1992-es labdarúgó-Európa-bajnokságra az UEFA JB játékvezetőként foglalkoztatta.

##### 1984-es labdarúgó-Európa-bajnokság

###### Selejtező mérkőzés
| Időpont         | Helyszín                    | Mérkőzés típusa           | Mérkőzés            | Eredmény | Nézők száma |
| --------------- | --------------------------- | ------------------------- | ------------------- | -------- | ----------- |
| 1983. május 11. | Qemal Stafa Stadion, Tirana | előselejtező (6. csoport) | Albánia–Törökország | 1 : 1    | 25 000      |

##### 1992-es labdarúgó-Európa-bajnokság

###### Selejtező mérkőzés
| Időpont           | Helyszín                        | Mérkőzés típusa           | Mérkőzés                  | Eredmény | Nézők száma |
| ----------------- | ------------------------------- | ------------------------- | ------------------------- | -------- | ----------- |
| 1991. április 17. | Wojska Polskiego Stadion, Varsó | előselejtező (4. csoport) | Lengyelország–Törökország | 0 : 3    | 0000        |

## Sportvezetőként
A FIFA/UEFA JB játékvezető megfigyelője, ellenőr.

## Családi kapcsolat
Aktív pályafutása végéhez közeledve, fia Marian Salomir nemzetközi elfogadtatását igazgatta.